# Seattle Seahawks 2000
La stagione 2000 dei Seattle Seahawks è stata la 25ª della franchigia nella National Football League. Fu la prima delle due annate che i Seahawks giocarono all'Husky Stadium mentre veniva costruito il Qwest Field.
La difesa sui passaggi dei Seahawks nel 2000 concesse 7,63 yard per tentativo (inclusi i sack sui quarterback), uno dei dieci peggiori risultati della storia della NFL.

## Scelte nel Draft 2000

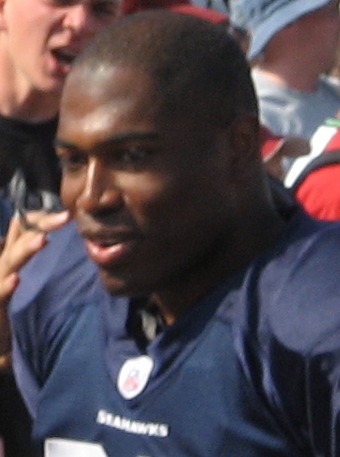
Shaun Alexander fu scelto nel primo giro del Draft 2000

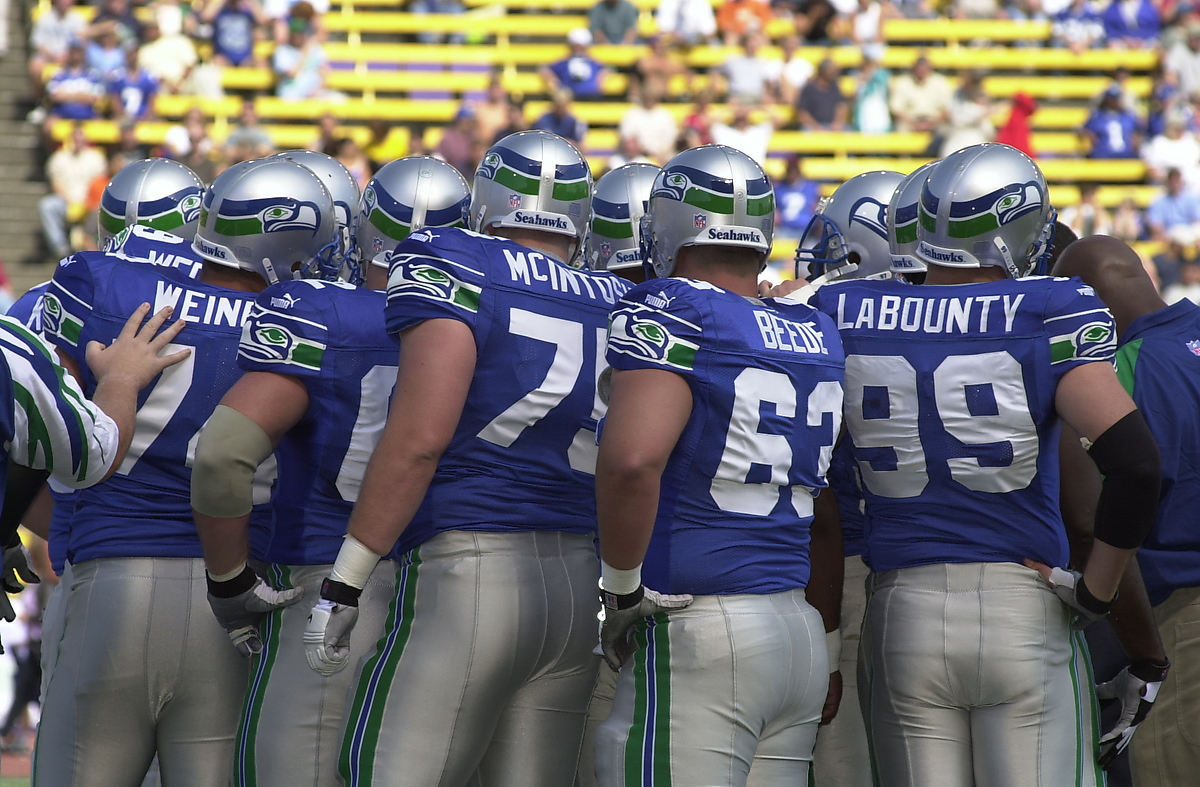
Giocatori della linea offensiva dei Seahawks nel 2000.

| Giro/Scelta | Giocatore         | Ruolo            | College           |
| ----------- | ----------------- | ---------------- | ----------------- |
| 1/19        | Shaun Alexander   | Running back     | Alabama           |
| 1/22        | Chris McIntosh    | Offensive tackle | Wisconsin         |
| 2/52        | Ike Charlton      | Cornerback       | Virginia Tech     |
| 3/80        | Darrell Jackson   | Wide receiver    | Florida           |
| 4/116       | Marcus Bell       | Linebacker       | Arizona           |
| 4/119       | Isaiah Kacyvenski | Linebacker       | Harvard           |
| 6/175       | James Williams    | Wide Receiver    | Marshall          |
| 6/185       | Tim Watson        | Defensive tackle | Rowan             |
| 6/190       | John Hilliard     | Defensive Tackle | Mississippi State |

## Staff
Fonte:

## Roster
| Roster dei Seattle Seahawks nella stagione 2000 |
| --- |
| Quarterback - 5 Travis Brown - 11 Brock Huard - 7 Jon Kitna - 5 Matt Lytle Running Back - 37 Shaun Alexander - 34 Reggie Brown - 38 Mack Strong FB - 32 Ricky Watters Wide Receiver - 83 Karsten Bailey - 19 Fabien Bownes - 81 Sean Dawkins - 82 Darrell Jackson - 87 Derrick Mayes - 88 James Williams Tight End - 86 Christian Fauria - 85 James Hill - 89 Itula Mili Offensive Linemen - 63 Frank Beede G - 52 J.P. Darche C - 62 Chris Gray C - 71 Walter Jones T - 66 Pete Kendall G - 75 Chris McIntosh T - 61 Robbie Tobeck C - 69 Floyd Wedderburn G - 74 Todd Weiner T Defensive Linemen - 90 Antonio Cochran DE - 95 John Hilliard DE - 96 Cortez Kennedy DT - 92 Lamar King DE - 99 Matt LaBounty DE - 97 Riddick Parker DT - 70 Michael Sinclair DE Linebacker - 55 Marcus Bell - 94 Chad Brown - 58 Isaiah Kacyvenski - 53 George Koonce - 56 James Logan - 51 Anthony Simmons - 59 Tim Terry Defensive Back - 20 Jay Bellamy S - 26 Chris Canty - 23 Ike Charlton - 28 Kerry Joseph S - 33 Maurice Kelly - 22 Paul Miranda - 24 Shawn Springs CB - 25 Reggie Tongue S - 27 Willie Williams CB Special Team - 10 Jeff Feagles P - 4 Kris Heppner K - 9 Rian Lindell K - 31 Charlie Rogers KR |
| Legenda - I rookie sono in corsivo. - Il primo ruolo è il principale mentre gli eventuali successivi indicano i ruoli secondari. - (IR) sta per Injured Reserve ed indica la lista ristretta per un solo giocatore infortunato che può tornare ad allenarsi dopo la settimana 6 e a rientrare in prima squadra dopo che questa ha giocato 8 partite. - (NF-Inj.) / (NF-Ill.) stanno rispettivamente per Non-Football Injured e Non-Football Illness ed indicano le liste dove viene inserito un giocatore che ha un infortunio o una malattia non dipendente dal football americano. - (PUP) sta per Physically Unable to Perform ed indica la lista dove viene inserito un giocatore mentre è in attesa di recuperare la condizione fisica. Nella stagione regolare dopo la sesta partita giocata dalla propria squadra, il giocatore ha tempo tre settimane per riprendere ad allenarsi, più tre settimane aggiuntive dal suo rientro agli allenamenti per rientrare in prima squadra. |

## Calendario
| Turno | Data               | Avversario             | Risultato          | Stadio                      | Record             | Pubblico           |                    |                    |                    |
| 1     | 3/9/2000           | @ Miami Dolphins       | S 0-23             | Pro Player Stadium          | 0-1                | 72.949             |                    |                    |                    |
| 2     | 10/9/2000          | St. Louis Rams         | S 34-37            | Husky Stadium               | 0-2                | 64.869             |                    |                    |                    |
| 3     | 17/9/2000          | New Orleans Saints     | V 20-10            | Husky Stadium               | 1-2                | 59.513             |                    |                    |                    |
| 4     | 24/9/2000          | @ San Diego Chargers   | V 20-12            | Qualcomm Stadium            | 2-2                | 47.233             |                    |                    |                    |
| 5     | 2/10/2000          | @ Kansas City Chiefs   | S 17-24            | Arrowhead Stadium           | 2-3                | 78.502             |                    |                    |                    |
| 6     | 8/10/2000          | @ Carolina Panthers    | S 3-26             | Ericsson Stadium            | 2-4                | 72.192             |                    |                    |                    |
| 7     | 15/10/2000         | Indianapolis Colts     | S 24-37            | Husky Stadium               | 2-5                | 63.593             |                    |                    |                    |
| 8     | 22/10/2000         | @ Oakland Raiders      | S 3-31             | Network Associates Coliseum | 2-6                | 57.490             |                    |                    |                    |
| 9     | 29/10/2000         | Kansas City Chiefs     | S 19-24            | Husky Stadium               | 2-7                | 62.141             |                    |                    |                    |
| 10    | 5/11/2000          | San Diego Chargers     | V 27-15            | Husky Stadium               | 3-7                | 59.884             |                    |                    |                    |
| 11    | 12/11/2000         | @ Jacksonville Jaguars | V 28-21            | Alltel Stadium              | 4-7                | 68.063             |                    |                    |                    |
| 12    | Settimana di pausa | Settimana di pausa     | Settimana di pausa | Settimana di pausa          | Settimana di pausa | Settimana di pausa | Settimana di pausa | Settimana di pausa | Settimana di pausa |
| 13    | 26/11/2000         | Denver Broncos         | S 31-38            | Husky Stadium               | 4-8                | 68.661             |                    |                    |                    |
| 14    | 3/12/2000          | @ Atlanta Falcons      | V 30-13            | Georgia Dome                | 5-8                | 44.680             |                    |                    |                    |
| 15    | 10/12/2000         | @ Denver Broncos       | S 24-31            | Mile High Stadium           | 5-9                | 75.218             |                    |                    |                    |
| 16    | 16/12/2000         | Oakland Raiders        | V 27-24            | Husky Stadium               | 6-9                | 68.681             |                    |                    |                    |
| 17    | 23/12/2000         | Buffalo Bills          | S 23-42            | Husky Stadium               | 6-10               | 61.025             |                    |                    |                    |

## Classifiche
| (2) Oakland Raiders | 12 | 4  | 0 | .750 | 479 | 299 | V1 |
| (5) Denver Broncos  | 11 | 5  | 0 | .688 | 485 | 369 | V1 |
| Kansas City Chiefs  | 7  | 9  | 0 | .438 | 355 | 354 | S1 |
| Seattle Seahawks    | 6  | 10 | 0 | .375 | 320 | 405 | S1 |
| San Diego Chargers  | 1  | 15 | 0 | .063 | 269 | 440 | S4 |

## Leader della squadra
| Leader della squadra   |                             |       |
| Categoria              | Giocatore                   | N.    |
| Yard passate           | Jon Kitna                   | 2.658 |
| Touchdown passati      | Jon Kitna                   | 18    |
| Yard corse             | Ricky Watters               | 1.242 |
| Touchdown su corsa     | Ricky Watters               | 7     |
| Ricezioni              | Ricky Watters Sean Dawkins  | 63    |
| Yard ricevute          | Sean Dawkins                | 731   |
| Touchdown su ricezione | Darrell Jackson             | 6     |
| Sack                   | Chad Brown Lamar King       | 6,0   |
| Intercetti             | Jay Bellamy Willie Williams | 4     |